# Mwingi
Mwingi è un centro abitato del Kenya, situato nella contea di Kitui.